# Marcelo Alatorre
Marcelo Guadalupe Alatorre Maldonado (ur. 18 stycznia 1985 w Guadalajarze) – meksykański piłkarz występujący na pozycji prawego obrońcy, obecnie zawodnik Pumas UNAM.

## Kariera klubowa
Alatorre pochodzi z Guadalajary i jest wychowankiem tamtejszego zespołu Tecos UAG. Do seniorskiej drużyny został włączony jako dwudziestolatek przez urugwajskiego szkoleniowca Eduardo Acevedo i w meksykańskiej Primera División zadebiutował 7 sierpnia 2005 w zremisowanym 2:2 spotkaniu z Veracruz. Przez pierwsze kilkanaście miesięcy pełnił jednak wyłącznie rolę rezerwowego, a regularniejsze występy zaczął notować wiosną 2007, za kadencji trenera Darío Franco. Mimo to przez cały swój pobyt w Tecos nie potrafił sobie wywalczyć pewnego miejsca w wyjściowym składzie na dłużej niż rok. W 2010 roku zajął ze swoją ekipą drugie miejsce w rozgrywkach kwalifikacyjnych do Copa Libertadores – InterLidze, zaś na koniec rozgrywek 2011/2012 spadł z Tecos do drugiej ligi. Tam spędził w jego barwach jeszcze rok.
Latem 2013 Alatorre został wypożyczony do innego drugoligowca – klubu Universidad de Guadalajara, z którym jako kluczowy zawodnik już w pierwszym, jesiennym sezonie Apertura 2013 triumfował w rozgrywkach Ascenso MX. Na koniec rozgrywek 2013/2014 zaowocowało to awansem do najwyższej klasy rozgrywkowej – on sam został jednym z bohaterów barażowego spotkania o promocję z Tecos (1:1, 4:3 k), zdobywając gola dla swojej drużyny. Bezpośrednio po tym został wykupiony przez władze klubu na stałe. Po awansie wciąż był podstawowym defensorem Universidadu, premierowego gola w pierwszej lidze zdobywając 22 listopada 2014 w zremisowanej 1:1 konfrontacji z Cruz Azul. Mimo ambitnej postawy, na koniec rozgrywek 2014/2015, po zaledwie roku spędzonym na najwyższym szczeblu, spadł jednak z Universidadem z powrotem do drugiej ligi.
W lipcu 2015, bezpośrednio po relegacji Alatorre – wraz ze swoim kolegą klubowym Fidelem Martínezem – przeszedł do drużyny Pumas UNAM ze stołecznego miasta Meksyk. Tam już w premierowym sezonie Apertura 2015 zanotował wicemistrzostwo Meksyku, będąc podstawowym bocznym obrońcą ekipy.

## Statystyki kariery
| Tecos B | 2006–2007 | Meksyk | Ascenso MX | 10  | 1 | —  | — | —        | — | — | 10  | 1 |
| Tecos B | 2007–2008 | Meksyk | Ascenso MX | 11  | 0 | —  | — | —        | — | — | 11  | 0 |
| Tecos B | 2008–2009 | Meksyk | Ascenso MX | 13  | 0 | —  | — | —        | — | — | 13  | 0 |
| UAG     | 2005–2006 | Meksyk | Liga MX    | 3   | 0 | —  | — | —        | — | — | 3   | 0 |
| UAG     | 2006–2007 | Meksyk | Liga MX    | 22  | 0 | 2  | 0 | —        | — | — | 24  | 0 |
| UAG     | 2007–2008 | Meksyk | Liga MX    | 14  | 0 | —  | — | —        | — | — | 14  | 0 |
| UAG     | 2008–2009 | Meksyk | Liga MX    | 15  | 0 | —  | — | —        | — | — | 15  | 0 |
| UAG     | 2009–2010 | Meksyk | Liga MX    | 24  | 0 | —  | — | CL       | 2 | 0 | 26  | 0 |
| UAG     | 2010–2011 | Meksyk | Liga MX    | 20  | 0 | —  | — | —        | — | — | 20  | 0 |
| UAG     | 2011–2012 | Meksyk | Liga MX    | 12  | 0 | 3  | 0 | —        | — | — | 15  | 0 |
| UAG     | 2012–2013 | Meksyk | Ascenso MX | 15  | 0 | 5  | 0 | —        | — | — | 20  | 0 |
| UdeG    | 2013–2014 | Meksyk | Ascenso MX | 23  | 1 | 5  | 0 | —        | — | — | 28  | 1 |
| UdeG    | 2014–2015 | Meksyk | Liga MX    | 29  | 1 | 1  | 0 | —        | — | — | 30  | 1 |
| UNAM    | 2015–2016 | Meksyk | Liga MX    | 30  | 0 | 5  | 0 | CL       | 7 | 0 | 42  | 0 |
| UNAM    | 2016–2017 | Meksyk | Liga MX    | 0   | 0 | —  | — | LMC      | 0 | 0 | 0   | 0 |
| Ogółem  | Ogółem    | Ogółem | Ogółem     | 241 | 3 | 21 | 0 | CL + LMC | 9 | 0 | 271 | 3 |

- CL – Copa Libertadores
- LMC – Liga Mistrzów CONCACAF